# Fertigungsdienstleister
Der Begriff Fertigungsdienstleister ist eine Übertragung des englischen „Manufacturing Services“ ins Deutsche.

## Definition
Die Fertigungsdienstleistung wird als Outsourcing-Dienstleistung im Bereich der industriellen Fertigung erbracht: die Dienstleistung kann zum Beispiel die Suche nach geeigneten Produzenten sein; auch die Produktionsprozesse selbst können ausgelagert werden.
Der Vorteil der Fertigungsdienstleister liegt in der Minderung des Aufwands für den Auftraggeber. Welches vor allem bei für den Auftraggeber seltenen Projekten lohnenswert sein kann. Da dieser zusätzliche Dienstleister jedoch auch Gewinninteressen verfolgt, erhöht der indirekte Weg der Produzentensuche die Kosten im Vergleich zu einer direkten Beauftragung der durch diesen vermittelten Produzenten, oder, bei größeren, häufigeren, längerfristigeren oder unternehmenstypischen Projekten, der vollständig internen Herstellung bzw. dem Aufkauf eines Produzenten.